# Edison (film)
Edison – film nakręcony w 2005 roku, w reżyserii Davida J. Burke.

## Opis fabuły
Motto tego filmu, to: „W tym mieście tylko policja jest ponad prawem”. Film opowiada historię młodego dziennikarza, który odkrywa, że w policji działa grupa wysoko postawionych skorumpowanych funkcjonariuszy. Prosi o pomoc w prowadzeniu śledztwa swego przyjaciela, emerytowanego zniechęconego życiem reportera i jednego z najlepszych śledczych w okręgowej prokuraturze. W przeciwieństwie do popularnego poglądu widzów z New Jersey (USA), reżyser zaprzecza, by ten film miał coś wspólnego z Edison w New Jersey.

## Obsada
- Kevin Spacey – detektyw Wallace
- Morgan Freeman – Ashford
- Justin Timberlake – Joshua Pollack
- LL Cool J – Deed
- Piper Perabo – Willow
- Dylan McDermott - Lazerov
- John Heard - Tilman
- Cary Elwes - Reigert
- Roselyn Sanchez - Maria
- Damien Dante Wayans - Isiaha
- Garfield Wilson - Rook
- Marco Sanchez - Reyes
- Darryl Quon - Wu
- Andrew Jackson - Ives